# Grand Prix automobile de Monaco 1936

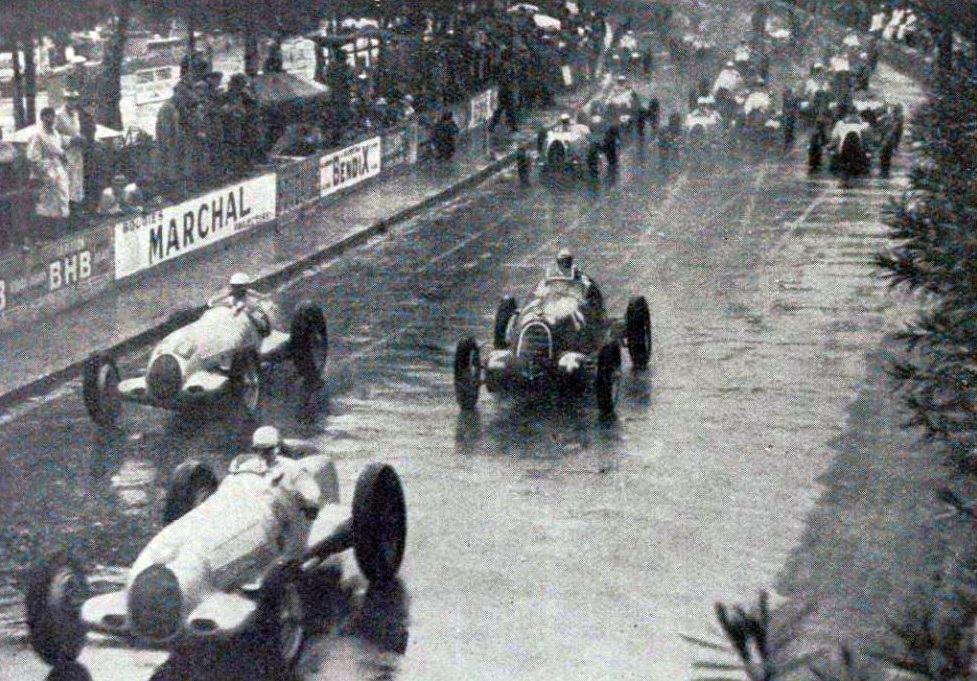
Caracciola devant Chiron et Nuvolari, au départ sous la pluie...

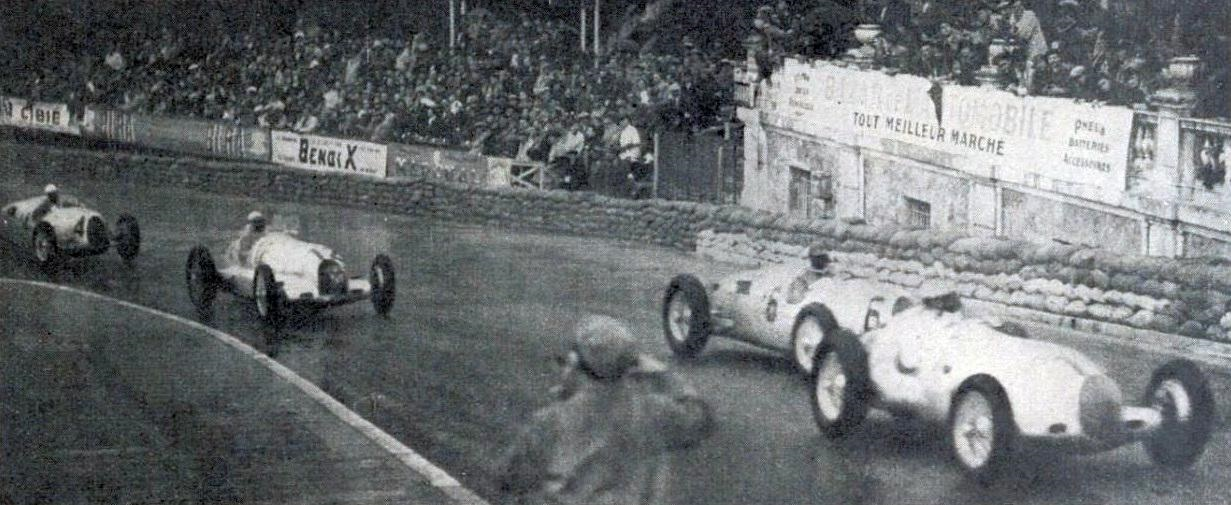
...puis Chiron en tête, sur Mercedes.

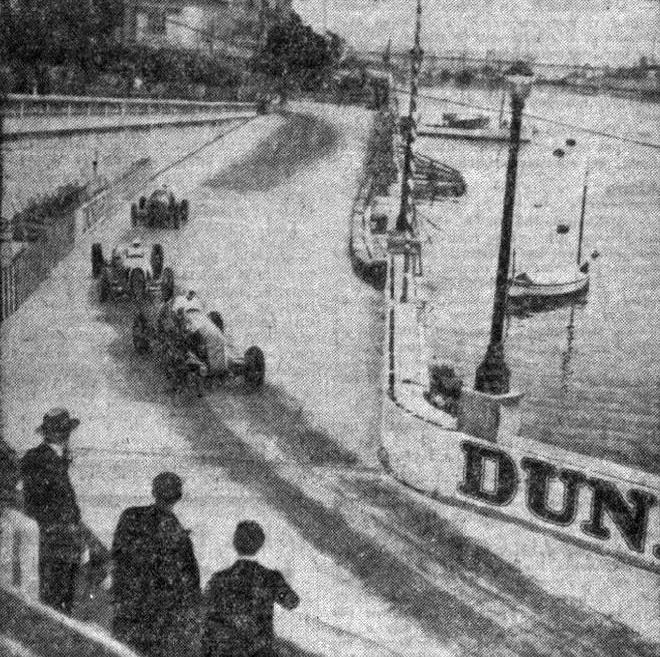
Grand Prix de Monaco 1936 en course.

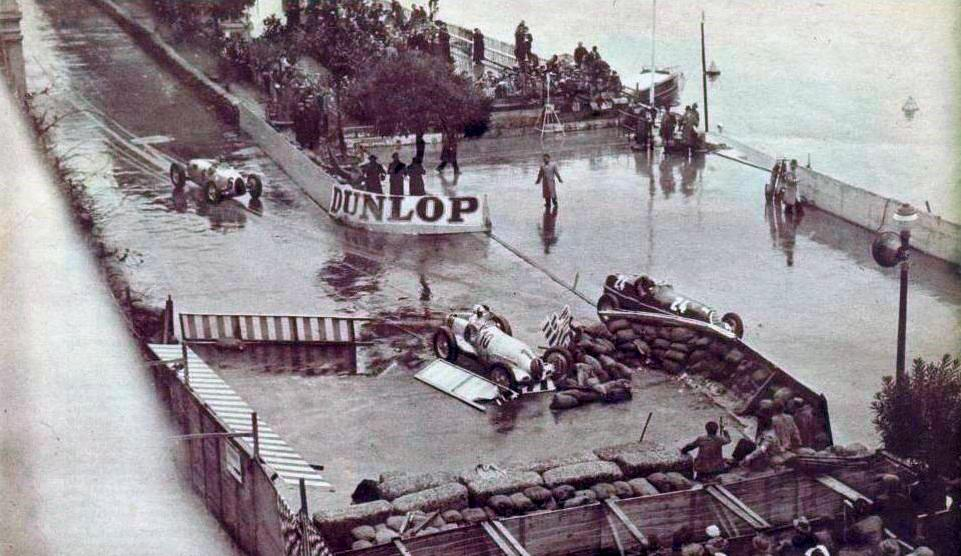
Début d'un carambolage provoqué par Louis Chiron sous forte pluie, à la chicane du quai de Plaisance.

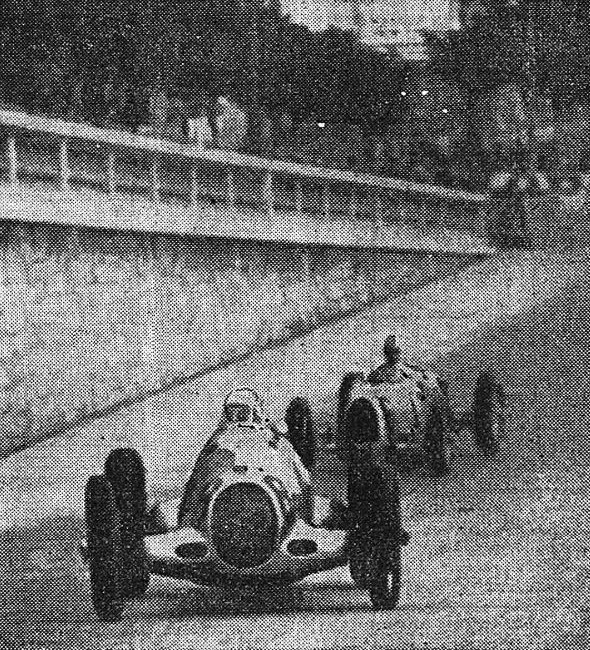
Rudolf Caracciola, devant Jean-Pierre Wimille au GP de Monaco 1936.

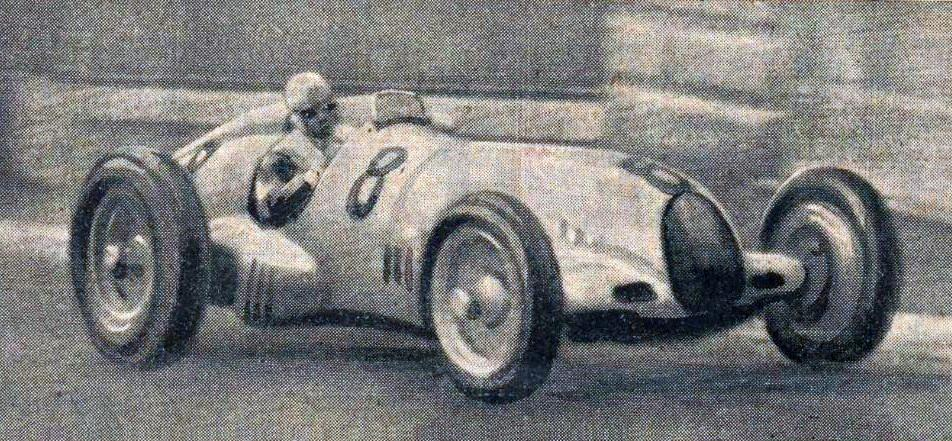
Rudolf Caracciola, vainqueur du GP de Monaco 1936.

Le Grand Prix de Monaco 1936 est un Grand Prix comptant pour le Championnat d'Europe des pilotes, qui s'est tenu sur le circuit de Monaco le 13 avril 1936.

## Grille de départ
| 1re ligne | Pos. 3                                |                                    | Pos. 2                           |                                            | Pos. 1                              |
| --------- | ------------------------------------- | ---------------------------------- | -------------------------------- | ------------------------------------------ | ----------------------------------- |
|           | Caracciola Mercedes-Benz 1 min 54 s 0 |                                    | Nuvolari Alfa Romeo 1 min 53 s 7 |                                            | Chiron Mercedes-Benz 1 min 53 s 2   |
| 2e ligne  |                                       | Pos. 5                             |                                  | Pos. 4                                     |                                     |
|           |                                       | Rosemeyer Auto Union 1 min 55 s 2  |                                  | Stuck Auto Union 1 min 54 s 3              |                                     |
| 3e ligne  | Pos. 8                                |                                    | Pos. 7                           |                                            | Pos. 6                              |
|           | Wimille Bugatti 1 min 56 s 6          |                                    | Varzi Auto Union 1 min 56 s 1    |                                            | Farina Alfa Romeo 1 min 55 s 6      |
| 4e ligne  |                                       | Pos. 10                            |                                  | Pos. 9                                     |                                     |
|           |                                       | Fagioli Mercedes-Benz 1 min 57 s 4 |                                  | Von Brauchitsch Mercedes-Benz 1 min 56 s 7 |                                     |
| 5e ligne  | Pos. 13                               |                                    | Pos. 12                          |                                            | Pos. 11                             |
|           | Tadini Alfa Romeo 2 min 0 s 0         |                                    | Trossi Maserati 1 min 59 s 0     |                                            | Brivio Alfa Romeo 1 min 58 s 0      |
| 6e ligne  |                                       | Pos. 15                            |                                  | Pos. 14                                    |                                     |
|           |                                       | Étancelin Maserati 2 min 4 s 0     |                                  | Sommer Alfa Romeo 2 min 3 s 3              |                                     |
| 7e ligne  | Pos. 18                               |                                    | Pos. 17                          |                                            | Pos. 16                             |
|           | Siena Maserati 2 min 11 s 2           |                                    | Ghersi Bugatti                   |                                            | Grover-Williams Bugatti 2 min 5 s 0 |

## Classement de la course
| Pos  | no | Pilote                  | Écurie           | Châssis            | Tours | Temps/Abandon       | Grille | Points |
| ---- | -- | ----------------------- | ---------------- | ------------------ | ----- | ------------------- | ------ | ------ |
| 1    | 8  | Rudolf Caracciola       | Daimler-Benz AG  | Mercedes-Benz W25K | 100   | 3 h 49 min 20 s 4   | 3      | 1      |
| 2    | 4  | Achille Varzi           | Auto Union       | Auto Union Type C  | 100   | + 1 min 48 s 9      | 7      | 2      |
| 3    | 2  | Hans Stuck              | Auto Union       | Auto Union Type C  | 99    | + 1 tour            | 4      | 3      |
| 4    | 24 | Tazio Nuvolari          | Scuderia Ferrari | Alfa Romeo Monza   | 99    | + 1 tour            | 6      | 4      |
| 5    | 26 | Antonio Brivio          | Scuderia Ferrari | Alfa Romeo Monza   | 97    | + 3 tours           | 11     | 4      |
| 5    | 26 | Giuseppe Farina         | Scuderia Ferrari | Alfa Romeo Monza   | 97    | + 3 tours           | 11     | n/a    |
| 6    | 16 | Jean-Pierre Wimille     | Bugatti          | Bugatti T59        | 97    | + 3 tours           | 8      | 4      |
| 7    | 4  | Raymond Sommer          | Privé            | Alfa Romeo Tipo B  | 94    | + 6 tours           | 14     | 4      |
| 8    | 30 | Pietro Ghersi           | Scuderia Torino  | Maserati 6C-34     | 87    | + 13 tours          | 17     | 4      |
| 9    | 18 | William Grover-Williams | Bugatti          | Bugatti T59        | 84    | + 16 tours          | 16     | 4      |
| Abd. | 20 | Philippe Étancelin      | Privé            | Maserati V8RI      | 37    | Réservoir           | 15     | 6      |
| Abd. | 32 | Carlo Felice Trossi     | Scuderia Torino  | Maserati V8RI      | 29    | Pignon              | 12     | 6      |
| Abd. | 6  | Bernd Rosemeyer         | Auto Union       | Auto Union Type C  | 12    | Accident            | 5      | 7      |
| Abd. | 12 | Luigi Fagioli           | Daimler-Benz AG  | Mercedes-Benz W25K | 8     | Accident            | 10     | 7      |
| Abd. | 36 | Eugenio Siena           | Scuderia Torino  | Maserati 6C-34     | 1     | Accident            | 18     | 7      |
| Abd. | 10 | Louis Chiron            | Daimler-Benz AG  | Mercedes-Benz W25K | 1     | Accident            | 1      | 7      |
| Abd. | 14 | Manfred von Brauchitsch | Daimler-Benz AG  | Mercedes-Benz W25K | 1     | Accident            | 9      | 7      |
| Abd. | 30 | Giuseppe Farina         | Scuderia Ferrari | Alfa Romeo Monza   | 1     | Accident            | 6      | 7      |
| Abd. | 28 | Mario Tadini            | Scuderia Ferrari | Alfa Romeo Monza   | 1     | Accident            | 13     | 7      |
| Np.  | 3  | Ernst von Delius        | Auto Union       | Auto Union Type C  |       | Accident aux essais |        | 8      |

- Légende: Abd.=Abandon - Np.=Non partant.

## Pole position & Record du tour
- Pole position : Louis Chiron en 1 min 53 s 2.
- Tour le plus rapide : Hans Stuck en 2 min 7 s 4.